# Бджолиний провулок (Житомир)
 Бджолиний провулок — провулок в Корольовському районі Житомира.

## Розташування
Провулок розташований в привокзальній частині міста. Бере початок від провулку Івана Садовського, прямує на південь, у напрямку Гоголівської вулиці та завершується у прибудинковому проїзді багатоквартирного будинку № 19 по вулиці Гоголівській. 

## Історія
Провулок виник та сформувався у 1950-х роках на вільних від забудови землях всередині кварталу, обмеженого вулицями Київською, Гоголівською та Івана Мазепи, а також на території бджолоконтори, що змінила адресу у 1955 році.
Попередня назва провулку — Глухий провулок. Рішенням сесії Житомирської міської ради від 28 березня 2008 року № 583 «Про затвердження назв топонімічних об'єктів у місті Житомирі» для об'єкту було затверджено назву Бджолиний провулок.